# Solana de la Roca Alta
La Solana de la Roca Alta és una solana del terme municipal de Castell de Mur, dins de l'antic terme de Guàrdia de Tremp, al Pallars Jussà. Es troba en territori del poble de Cellers.
Està situada a la riba esquerra del barranc del Bosc, sota -a migdia- la cinglera de la Roca Alta, a l'oest-sud-oest de Cellers i al sud-est del Serrat Alt.